# Дневник Карлоса Эспинолы
«Дневни́к Ка́рлоса Эспино́лы» (1976) — советский художественный фильм режиссёра и сценариста Валентина Селиванова, запомнившийся музыкой Алексея Рыбникова.

## Сюжет
Отец Карлоса — революционер и борец за независимость. Сам же Карлос (вместе с детьми многих других революционеров) живёт и воспитывается в интернациональной школе-интернате. И именно нежная дружба с одноклассницей Наташей помогает ему пережить известие о смертном приговоре отцу.

## В ролях
- Марина Мухина — Наташа Шумилина
- Хоссе Луис Бельместр (Чили) — Карлос Эспинола
- Карлос Сохо (Испания) — Жозе
- Эдита Хуана Бланко — Мария Серра
- Сильвио Сегаль — Луис
- Рикардо Артуро Моро
- Исидоро Уго Роа
- Сергей Денисов — Серёжа
- Элеонора Шашкова — Александра Ивановна
- Вячеслав Шалевич — директор интерната
- Антонина Дмитриева
- Людмила Чурсина — настоятельница католического монашеского ордена
- Кахи Кавсадзе — Антонио Эспинола
- Зейнаб Боцвадзе — мать Карлоса Эспинолы
- Люсьена Овчинникова — тётя Ира, соседка Марины
- Валентин Козлов — муж тёти Иры
- Зинаида Сорочинская — Клавдия Тихоновна[1]
- Сергей Плотников — дедушка Наташи
- Владимир Мащенко — врач
- Татьяна Хорошевцева — Алла
- Ольга Григорьева — Аня, медсестра
- Марина Матвеенко — Марина
- Армен Джигарханян — текст за кадром

## Съёмочная группа и производство
- Режиссёр и сценарист: Валентин Селиванов
- Оператор: Владимир Сапожников
- Композитор: Алексей Рыбников
- Художник-постановщик: Виктор Власков
- Постановка танцев: Л. Таубе
- Звукооператор: Вадим Набатников
- Редактор: С. Клебанов
- Консультант: Виктор Вольский
- ВИА «Зодиак», Государственный симфонический оркестр кинематографии
  - Дирижёр: Георгий Гаранян
- Директор картины: А. Макаров